# Arrondissement de Verviers
Arrondissement de Verviers är ett arrondissement i Belgien.   Det ligger i provinsen Liège och regionen Vallonien, i den östra delen av landet, 110 kilometer öster om huvudstaden Bryssel.
Omgivningarna runt Arrondissement de Verviers är en mosaik av jordbruksmark och naturlig växtlighet. Runt Arrondissement de Verviers är det ganska tätbefolkat, med 104 invånare per kvadratkilometer.

## Kommuner
Följande kommuner ingår i arrondissementet;

- Amel
- Aubel
- Baelen
- Büllingen
- Burg-Reuland
- Bütgenbach
- Dison
- Eupen
- Herve
- Jalhay
- Kelmis
- Lierneux
- Limbourg
- Lontzen
- Malmedy
- Olne
- Pepinster
- Plombières
- Raeren
- Sankt Vith
- Spa
- Stavelot
- Stoumont
- Theux
- Thimister-Clermont
- Trois-Ponts
- Verviers
- Waimes
- Welkenraedt